# Cattedrale di Liverpool
La cattedrale di Liverpool (in inglese Cathedral Church of Christ, "Cattedrale di Cristo") è la sede della diocesi anglicana di Liverpool, capoluogo della contea inglese del Merseyside nel Regno Unito.
La cattedrale è la più grande chiesa del Paese e l'ottava al mondo.
Nonostante lo stile neogotico l'edificio è recente, essendo stato costruito lungo l'arco del XX secolo tra il 1904 e il 1978 su progetto dell'architetto Giles Gilbert Scott.

## Storia
Nel 1901 la diocesi di Liverpool annunciò un bando per la scelta dell'architetto della nuova cattedrale. Si trattava di un evento storico, non solo riguardava uno dei più importanti progetti del tempo, ma era solamente la terza occasione in cui si costruiva una cattedrale anglicana in Inghilterra dal tempo della Riforma del XVI secolo (la Cattedrale di San Paolo era stata la prima, ricostruita completamente dopo il Grande incendio di Londra del 1666, e la Cattedrale di Truro era stata la seconda, non ancora completata all'epoca). Per questo il bando attirò 103 concorrenti, da Charles Rennie Mackintosh e Charles Herbert Reilly a Temple Moore e all'allievo di quest'ultimo, Giles Gilbert Scott.
Venne scelto il progetto di quest'ultimo, nonostante all'epoca avesse solo ventidue anni e fosse di fede cattolica, a cui fu affiancato inizialmente il più esperto George Frederick Bodley, che aveva fatto parte della commissione giudicatrice.
Iniziata nel 1904, a causa di successivi cambiamenti nel progetto e di rallentamenti dei lavori dovuti alle due guerre mondiali, fu completata e consacrata solamente nel 1978. La consacrazione del primo nucleo, costituito da una cappella dedicata a Maria (Lady Chapel in inglese), avvenne nel 1910 e quella della prima sezione del corpo principale il 19 luglio 1924, nel 20º anniversario della posa della prima pietra, alla presenza del Re Giorgio V, della Regina Mary e di vescovi e arcivescovi provenienti da tutto il mondo anglicano.
Il complesso campanario è accordato in scala di La bemolle maggiore composto da 12 bronzi più un campanone in Mi ♭ ².